# A Perfect Circle

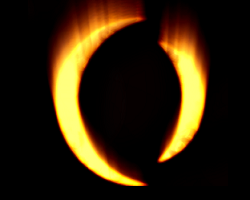
O logo oficial da banda.

A Perfect Circle é uma banda de rock alternativo, formado por Billy Howerdel, guitarrista, e o vocalista da banda Tool, Maynard James Keenan. Durante a gravação do álbum Ænima do Tool, Billy mostrou suas canções para o vocalista da banda, Maynard James Keenan, que logo se ofereceu como vocalista caso Howerdel viesse a formar uma banda.
A banda lançou três álbuns, Mer de Noms, Thirteenth Step e eMOTIVe, e um conjunto de CD/DVD, aMotion, este contendo treze videoclipes, além de um número de remixes de algumas músicas criados por Danny Lohner e outros artistas.
Em 2004, a banda entrou em hiato, e desde então os membros da banda têm trabalhado em outros projetos. Em setembro de 2008, Keenan anunciou em entrevistas que ele e Howerdel vinham trabalhando em material novo, terminando oficialmente o hiato do grupo. No entanto, a banda só se tornou realmente ativa cerca de dois anos depois, em setembro de 2010, quando a banda anunciou turnê e o lançamento de novas músicas que podem ou não ser sob a forma de um novo álbum.
Em 27 de outubro de 2010, a banda fez sua primeira aparição na televisão desde o hiato no Jimmy Kimmel Live!. Em 2011 fez uma turnê norte-americana, passando em 24 cidades. Em Abril do mesmo anos a banda postou em seu Twitter que estava trabalhando em novas músicas. Em 29 de Junho de 2011 o grupo lançou uma nova música chamada By and Down. Em outubro de 2012 confirmou duas apresentações na América do Sul, no festival Lollapalooza, no Brasil e no Chile. O grupo se apresenta no Brasil dia 30 de Março de 2013. E em outubro também Josh Freese anunciou em seu Twitter que deixou a banda, sem nenhuma intenção de retornar.

## Influências
Howerdel citou entre suas influências vários álbuns que tiveram um impacto sobre a sua maneira de tocar: Adam Ant com Kings of the Wild Frontier, por seu estranho híbrido de música pirata com um toque de música indígena americana. "Siouxsie and the Banshees com Tinderbox como "um dos registros mais intensos que eu já ouvi" e sua "densa atmosfera". Ozzy Osbourne com Diary of the Madman; "Randy_Rhoads foi uma grande influência para mim, especialmente quando eu estava começando". E finalmente, o The Cure com Pornography, que ele descreveu como "outro disco de atmosfera assustadora".

## Integrantes

### Atuais
- Maynard James Keenan - vocais (1999–presente)
- Billy Howerdel - guitarra (1999–presente)
- Jeff Friedl - bateria (2011-presente)
- Matt McJunkins - baixo (2010–presente)
- James Iha - guitarra (2003–presente)

### Ex-integrantes
- Paz Lenchantin - baixo e violino (1999–2002, 2004)
- Troy Van Leeuwen - guitarra (1999–2002)
- Jeordie White - baixo (2003–2004)
- Josh Freese - bateria (1999-2012)

## Discografia

### Álbuns de estúdio
- Mer de Noms (2000)
- Thirteenth Step (2003)
- Emotive (2004)
- Eat the Elephant (2018)

### Compilações
- Underworld (Trilha Sonora, 2003)
- Resident Evil: Apocalypse (Trilha Sonora, 2004)
- MTV2 Headbanger's Ball: Volume 2 (Compilação, 2004)
- Constantine (Trilha Sonora, 2005)
- aMotion (DVD e CD com remixes, 2004)
- Prison Break (Trilha Sonora, 2006)
- Resident Evil: Afterlife (Trilha Sonora, 2010)

## Videografia

### Videoclipes
- "Judith", de Mer de Noms (dirigido por David Fincher)
- "The Hollow", de Mer de Noms
- "3 Libras", de Mer de Noms
- "Thinking of You", de Mer de Noms
- "Weak And Powerless", de Thirteenth Step (dirigido por Brothers Strause)
- "The Outsider", de Thirteenth Step
- "Blue", de Thirteenth Step
- "Counting Bodies Like Sheep To The Rhythm of The War Drums", de eMOTIVe
- "Imagine", de eMOTIVe
- "Passive", de eMOTIVe (dirigido por Brothers Strause)